# Lucasioides sinuosus
Lucasioides sinuosus is een pissebed uit de familie Trachelipodidae. De wetenschappelijke naam van de soort is voor het eerst geldig gepubliceerd in 1987 door Nunomura.